# Le Coffre-fort (série télévisée)
Pour les articles homonymes, voir Le Coffre-fort.
Le Coffre-fort (en persan گاوصندوق ) est une série télévisée humoristique iranienne de 30 épisodes de Maziar Miri et diffusée par le canal 3 de l’IRIB en 2009.

## Synopsis
Il y a un bijou de grande valeur dans le coffre-fort de la maison de Gholam Hossein Parvaneh. Certains ont l’intention de le voler. Un d’eux, Gholam Reza (Afshin Hashemi), est un jeune d’une petite municipalité qui, sous la pression d’un groupe des gens, planifie une intrusion en louant un appartement dans l’immeuble où habite M.Parvaneh.

## Distribution
- Reza Babak: Gholam Hossein Parvaneh
- Cyrous Gorjestani: beau-frère de Parvaneh
- Farhad Aslani: Esmail Jelveh
- Afshin Hashemi: Gholam Reza Ghassempour
- Payam Dehkordi: Colonel Jamshid Azarnoush
- Siamak Safari: Abbassi
- Sharareh Dowlatabadi: Pouran, la femme de Parvaneh
- Azadeh Samadi: Parastou, la fille de Parvaneh
- Soroush Sehhat: Saeed Sa’adat
- Bahareh Rahnama: Jila